# St. Peter (Essen-Nordviertel)

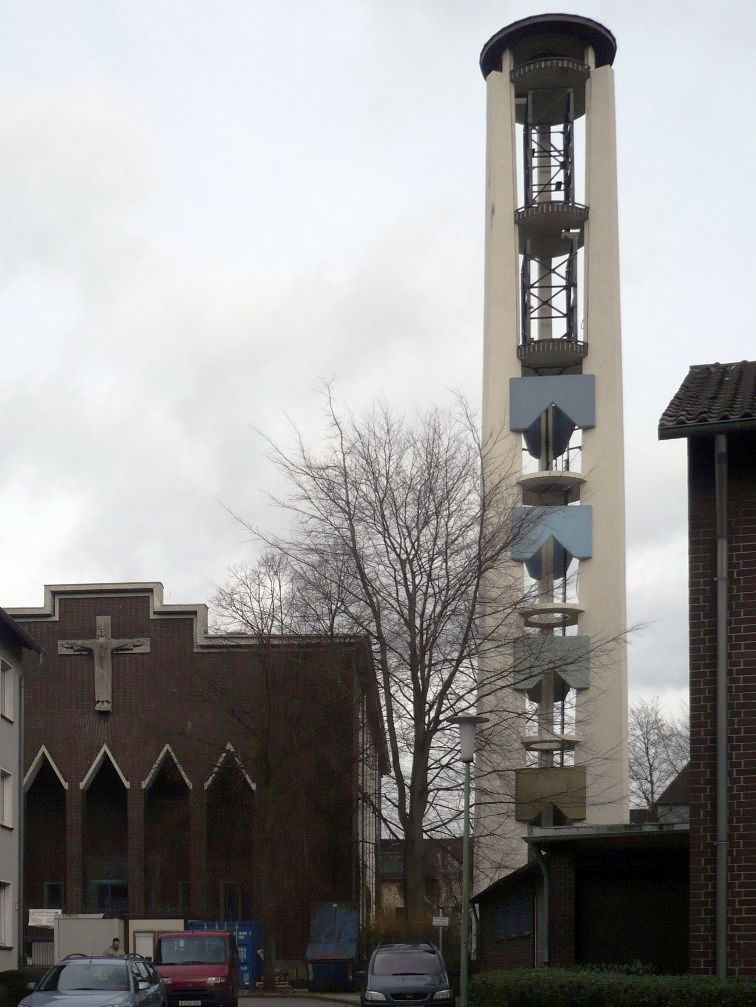
St. Peter Essen-Nordviertel im Jahr 2008

Die Kirche St. Peter ist eine ehemalige römisch-katholische Kirche im Essener Nordviertel. Sie wurde in den Jahren 1926 bis 1927 erbaut und ist seit Anfang April 2008 Sitz der Katholischen Schule für Pflegeberufe Essen.

## Geschichte

### Vorgängerkirche
Gegen Ende des 19. Jahrhunderts war die St.-Gertrud-Kirche in Essen-Mitte oft überfüllt. Grund war, dass die Zahl der Gemeindemitglieder durch Einwanderungen von Arbeitskräften für den Steinkohlenbergbau und die Stahlindustrie, insbesondere für die nahe Krupp Gussstahlfabrik in kurzer Zeit sehr stark anstieg. Dazu hatten die Bewohner des Nordviertels einen teilweise weiten Weg dorthin. Das waren Gründe, die die Überlegung eines Kirchneubaus im Nordviertel förderten. Anfang des Jahres 1900 hatte die erzbischöfliche Behörde ihre Genehmigung zum Bau einer Kirche im Nordviertel erteilt. Auch die Königliche Regierung gab ihre Zustimmung. Im März 1900 fand dazu eine Generalversammlung des 1895 gegründeten St.-Petrus-Kirchbau-Vereins statt. Am 17. August 1900, dem vierten Todestag des Pfarrers Peter Beising, fand in der St.-Gertrud-Kirche ein Gedächtnisgottesdienst statt. Ihm zu Ehren erhielt die noch zu errichtende Kirche den Namen St. Peter. Im Anschluss begab sich die Geistlichkeit samt Kirchenvorstand zum für 110.000 Mark angekauften Bauplatz der künftigen Peterskirche an der Katzenbruchstraße im Nordviertel. Ein in der Mitte des Baugrundstücks errichtetes Kreuz mit der Aufschrift Bauplatz für die St. Peterskirche wurde durch Pastor Bornewasser gesegnet und der Boden geweiht. Am 4. April 1903 erteilte der Kultusminister die Genehmigung zum Bau einer Rektoratskirche im Essener Nordviertel, die zur Pfarrei St. Gertrud gehörte. Zu dieser Zeit zählte die Pfarrei St. Gertrud etwa 20.000 Mitglieder. Am 19. Mai 1903 fand nach einem Hochamt in der St.-Gertrud-Kirche der erste Spatenstich durch Pfarrer Bornewasser im Beisein des Architekten Brede statt. Nach einer feierlichen Prozession mit dem Kirchenvorstand und der Gemeindevertretung von St. Gertrud, dem St.-Petrus-Kirchbau-Verein und der Pfarrgeistlichkeit von der St.-Gertrud-Kirche durch festlich geschmückte Straßen, fand am 8. Mai 1904 die Einweihung der St.-Peter-Kirche durch den Dechant Matthias Büssem aus Steele statt.
Im Jahr 1920 wurde die Kirche, die für die zu dieser Zeit rund 7000 Gemeindeglieder bereits zu klein geworden war, bis zur halben Höhe abgerissen. Bergschäden, verursacht unter anderem durch die umliegenden Zechen Victoria Mathias und Zollverein, zwangen dazu.

### Heutiger Kirchbau
Die Grundsteinlegung der damals nördlichsten Kirche der Essener Altstadt, der neuen St.-Peter-Kirche, fand am 14. November 1926 durch Weihbischof Joseph Hammels statt. Das Baugrundstück befand sich jetzt auf einem begrünten Hügel inmitten einer Bergarbeitersiedlung, die 1913 von der Zeche Victoria Mathias an der Katzenbruchstraße erbaut wurde. Die Einweihung folgte am 25. September 1927 ebenfalls durch Joseph Hamels. Gegen 9 Uhr erfolgte die Überführung der Reliquien der hl. Märtyrer vom alten zum neuen Gotteshaus. Unter den Gästen befand sich auch Oberbürgermeister Franz Bracht.
Der Architekt der Kirche im Stil des Backsteinexpressionismus war Josef Thurn, Studienrat an der Baugewerkschule im Essener Moltkeviertel. Die Turmuhr des 40 Meter hohen, campanileartigen Kirchturms aus Schmolzziegeln wurde von der Stadt Essen gestiftet. Der Turm besaß hinter schmalen Hochfenstern fünf bronzene Glocken und ein flaches Turmdach mit einem aufgesetzten Kreuz. Das Kirchengebäude in Form einer einschiffigen Basilika ist aus Oldenburger Klinker gemauert. Das westliche Haupteingangsportal besitzt bis heute vier hohe Säulen an hochrechteckigen Arkadenöffnungen mit Dreiecksabschlüssen. Dahinter befindet sich eine eingezogene Vorhalle und darüber ein Kreuz mit der steinernen Figur Jesu Christi, entworfen von Joseph Enseling. Im 44 mal 22 Meter großen und 15 Meter hohen Innenraum war die flache, durch den Maler Heinrich Rüter ornamentale farbig bemalte Decke frei von tragenden Säulen. Ebenso schmückte er die Chorwände durch ein dreiteiliges monumentales Freskogemälde mit den Themen Majestas Domini, Christi Himmelfahrt und Mariä Aufnahme in den Himmel. Die Glasmalerei vom Künstler Wilhelm Hallermann, die die zwölf Apostelfiguren auf den zwölf großen Seitenfenstern zeigt, wurde wie die Bemalung des Chores erst 1928 fertiggestellt. Die beiden Künstler betrieben gemeinsam die damaligen Werkstätten für christliche Kunst. Den Altar bildete ein erhöht aufgestellter, flacher Marmortisch inmitten des 10 mal 10 Meter großen Chores. Unter dem Chor und der Sakristei befanden sich eine Bücherei, ein Chorprobesaal und Nebenräume. An der Kirchennordseite gab es einen Seiteneingang mit Werksteinrahmung.
Das Gotteshaus erlitt schwere Kriegsschäden. Den Wiederaufbau in den Jahren 1951 und 1952 leitete Emil Jung. Die Turmruine wurde im Jahr 1956 gesprengt. 1957 erhielt die Kirche einen neuen Glockenturm, entworfen von Engelbert Köjer. Am 9. Dezember 1993 wurde das Kirchengebäude unter Denkmalschutz gestellt.

### Verkauf und Umnutzung
Im Jahr 2007 wurde die Kirche St. Peter aus der Pfarrei St. Gertrud im Essener Nordviertel für 53.000 Euro gekauft. Das Bistum Essen hatte im Zuge der Neustrukturierung für diese Kirche, als so genannter „weiterer Kirche“, keine Kirchensteuermittel mehr zur Verfügung gestellt.
Vom Frühjahr 2007 bis zum Frühjahr 2008 wurde das Kirchengebäude für 2,8 Millionen Euro umgebaut. Anfang April 2008 zog die Katholische Schule für Pflegeberufe Essen ein. Der Glockenturm von Engelbert Köjer wurde 2014 niedergelegt.